# Music from the Edge of Heaven
Music from the Edge of Heaven cuya traducción significa Música desde el filo del Cielo es el tercer y último álbum de estudio del dúo británico Wham!, en 1986.
El álbum fue lanzado solamente en Japón y las Américas; otros territorios sacó The Final en su lugar. Ambos álbumes están relacionados y tienen pistas similares, excepto The Final también contiene todos los sencillos de la banda, y es más de un álbum de grandes éxitos, mientras que Music from the Edge of Heaven es comúnmente considerado como el tercer álbum de estudio de Wham!
Todas las canciones del álbum se pueden encontrar en varios sencillos lanzados a lo largo de la carrera de Wham!
El álbum ha vendido 1,700,000 de copias sumando las ventas solo de donde se lanzó.

## Lista de canciones

### CD
(Todas las canciones están escritas por George Michael, excepto las indicadas.)
1. "The Edge of Heaven" - 4:31
2. "Battlestations" - 5:25
3. "I'm Your Man (Extended Version)" - 6:05
4. "Wham Rap '86" - 6:33 (George Michael y Andrew Ridgeley)
5. "A Different Corner" - 4:30
6. "Blue (Live In China)" - 5:43 (Grabado el 7 de abril de 1985 en el Workers Gymnasium, Beijing, China)
7. "Where Did Your Heart Go?" - 5:43 (Was(Not Was))
8. "Last Christmas (Pudding Mix)" - 6:44

### Casete/LP
(Todas las canciones están escritas por George Michael, excepto las indicadas.)
- Cool Side

1. "A Different Corner" - 4:30
2. "Blue (Live In China)" - 5:43
3. "Where Did Your Heart Go?" - 5:43
4. "Last Christmas (Pudding Mix)" - 6:44

- Hot Side

1. "The Edge of Heaven" - 4:31
2. "Battlestations" - 5:25
3. "I'm Your Man (Extended Version)" - 6:05
4. "Wham Rap '86" - 6:33 (George Michael y Andrew Ridgeley)

## Producción
- Organizado y producido por George Michael.
- Diseñado y mezclado por Chris Porter.

## Lista de posiciones

### Álbum
| Lista (1986)       | Mejor posición |
| ------------------ | -------------- |
| U.S. Billboard 200 | 10             |

### Sencillos
- "Last Christmas", #2 UK Singles Chart
- "I'm Your Man", #1 UK Singles Chart / #3 US Billboard Hot 100
- "The Edge of Heaven", #1 UK Singles Chart / #10 US Billboard Hot 100
- "A Different Corner", #1 UK Singles Chart / #7 US Billboard Hot 100
- "Where Did Your Heart Go?", #50 US Billboard Hot 100